# Атестація кадрів
Атеста́ція ка́дрів — періодичне визначення ділової кваліфікації працівників, професійної їх придатності й відповідності посадам, які вони займають, націлена на поліпшення якісного складу кадрів, в першу чергу, спеціалістів та керівників різних рівнів. 
Перелік посад і порядок атестації встановлюється в кожній галузі окремо.